# Ponte play
Ponte play fue un programa de concursos peruano, estrenado el 22 de abril de 2013 por Frecuencia Latina, en el horario de 6 p. m. a 8 p. m. de lunes a viernes. Creado como formato original, fue producido por Rayo en la botella de Ricardo Morán. Fue conducido por Gisela Ponce de León y Bruno Ascenzo y la participación de Christian «Loco» Wagner.

## Concepto
Cinco jóvenes son los capitanes de los cinco equipos de chicos que concursan en el programa. Además de encargarse de las capitanías de los equipos, forman el grupo musical del programa donde interpretan temas propios. Cada equipo está conformado por niños desde los 8 hasta los 16 años aproximadamente, todos en edad escolar. Cada día se va eliminando un equipo y al quinto día se elige al ganador semanal. Este ganador pasa a la final, donde todos los ganadores disputarán un viaje a Cancún.
Los participantes buscarán superar las pruebas, tales como imitar o improvisar una coreografía, hacer karaoke, adivinar una canción y cambiar la letra guiados por el disc jockey Christian Wagner, quien lleva las riendas del juego y decide cuántos puntos obtiene cada uno, a fin de ganar un pasaje a un destino paradisíaco.

## Equipos
- Claudia Serpa
- Emilio Noguerol
- Luciana Blomberg
- Carlos Casella
- Cristián Covarrubias

## Mecánica
Cada juego tiene la puntuación siguiente:
- 1.er lugar: 3 puntos
- 2.º lugar: 2 puntos
- 3.er lugar: 1 punto

### Juegos
- Memocanto: consiste el que el "Loco" da un concepto, que mayormente son lugares. Y los concursantes tienen que armar una serie con ese término. Ejemplo: Si "El Loco" dice: "Dime que podemos encontrar en el siguiente lugar: Playa", los concursantes tendrán que decir: Playa, agua; Playa, agua, arena, etc. Pierde el concursante que no se acuerda la serie.

- Karaokeando: consiste en que los capitanes de cada equipo giran una rueda donde se ubican los concursantes. Mientras siguen girando la rueda, suena una canción y los concursantes tienen que desplazarse hasta otra rueda y cantar la canción sonada.

- La misma nota: consiste en un tablero de 18 cuadros, en los cuales hay 9 pares de canciones. Los concursantes tienen que adivinar en que cuadros esta el mismo par de canción.

- Cambiale la letra: consiste en que a los capitanes de los equipos se les presenta un concepto, ejemplo: "Hoy no me bañé". Y ellos tienen que cantar ese concepto en una canción.

- Rueda la rueda: consiste en que un capitán, de cualquier equipo, se pone dentro de una rueda y empieza a girarla. Cuanto más rápido la gire, más claramente suena una canción. Los concursantes de cada equipo tienen que adivinar dicha canción.

- ¿Qué canción estoy bailando?: consiste en que un capitán, de cualquier equipo, entra a una cabina donde flotan pelotitas. Mediante unos audífonos, él tiene que interpretar la canción que está escuchando. Gana el concursante que adivine la canción.

- Dibucanto: consiste en que participan los capitanes de cada equipo o miembros del mismo. Uno va a dibujar a la pizarra acrílica, según las instrucciones que el otro indica (generalmente usando términos geométricos), y el que dibuja debe adivinar que objeto es.

- Tarareando: consiste en que un participante de cada equipo tarareará una canción con la vocal A. Si el capitán adivina el nombre correcto de la canción, el participante podrá tararear con la siguiente vocal, y así sucesivamente. Gana el equipo que tararee sin errores las canciones hasta la vocal U.

- Improdanzando: uno de los capitanes se pondrá un cono en la cabeza y un participante de cada equipo deberá lograr anotar la mayor cantidad de ula-ulas dentro del cono.

### El reto del loco
Son pequeños retos, que se les considera juegos, de parte del Loco para que cualquier equipo gane puntos. Algunos son:
- Los aviones: consiste en que un participante de cada equipo tendrá que lanzar unos aviones de papel en un ula-ula en el menor tiempo posible.

- Los personajes: consiste en que un participante de cada equipo recibe un gorro con una tarjeta donde dice el nombre de un personaje. Otro concursante tendrá que describirlo y el concursante con el gorro tiene que adivinar de quien se está hablando.

- Inflando: consiste en que un participante tendrá que inflar un globo y este se tiene que reventar en el menor tiempo posible.

- Los encandados: consiste en que un participante tiene que quitar un candado con el manojo de llaves que se le da.

### Momento Play
Ocurre durante cualquier parte del programa. Cada equipo tendrá que cantar o bailar una canción y "El Loco" y Gisela los califican del 1 al 3.

### Las rocolas
Esto es al final del programa. Cada equipo tiene una rocola con unas luces prendidas. Hay tanta cantidad de luces prendidas como los puntos ganados del día. Consiste que deben adivinar el botón que enciende la rocola. Si un equipo falla un intento de adivinar cual es el botón que enciende la rocola, se apaga esa luz. Si un equipo prende la luz de la rocola, pasa automáticamente al día siguiente.